# Xiariha Zhen (ort i Kina, Qinghai Sheng, lat 36,42, long 98,14)
Xiariha Zhen är en ort i Kina. Den ligger i provinsen Qinghai, i den nordvästra delen av landet, omkring 320 kilometer väster om provinshuvudstaden Xining. Antalet invånare är 5 387. Befolkningen består av 2 380 kvinnor och 3 007 män. Barn under 15 år utgör 20,0 %, vuxna 15-64 år 75 %, och äldre över 65 år 3,0 %.
Trakten runt Xiariha Zhen är nära nog obefolkad, med mindre än två invånare per kvadratkilometer. Närmaste större samhälle är Qagan Us, 12,0 km väster om Xiariha Zhen. Trakten runt Xiariha Zhen är ofruktbar med lite eller ingen växtlighet.
Genomsnittlig årsnederbörd är 301 millimeter. Den regnigaste månaden är juli, med i genomsnitt 75 mm nederbörd, och den torraste är december, med 4 mm nederbörd.